# Einkommensverteilung in Österreich
Die Einkommensverteilung in Österreich betrachtet die personelle Verteilung der Einkommen in Österreich. Bei der Analyse der Einkommensverteilung wird im Allgemeinen zwischen der funktionalen und der hier behandelten personellen Einkommensverteilung unterschieden. Die personelle Einkommensverteilung betrachtet, wie das Einkommen einer Volkswirtschaft auf einzelne Personen oder Gruppen (z. B. Privathaushalte) verteilt ist und zwar unabhängig davon, aus welchen Einkommensquellen es stammt. Die personelle Verteilung wird von Eurostat meist auf Basis von verfügbaren Äquivalenzeinkommen gemessen. Im Jahr 2017 betrug der Gini-Koeffizient für Österreich 0,28, somit belegt Österreich im Vergleich zu den anderen Mitgliedstaaten der Europäischen Union den 9. Rang.

## Verteilungsmaße

### Datenlage und Einkommenskonzept
Für die Berechnung der verschiedenen Indikatoren greift Eurostat auf die EU-SILC Haushaltserhebung zurück. Hierfür wird das verfügbare Äquivalenzeinkommens als Basis herangezogen. Das verfügbare Äquivalenzeinkommen wird von Eurostat als „das Gesamteinkommen eines Haushalts nach Steuern und anderen Abzügen, das für Ausgaben und Sparen zur Verfügung steht, geteilt durch die Zahl der Haushaltsmitglieder, umgerechnet in Erwachsenenäquivalente […] definiert.“ Für Österreich sind EU-SILC-Daten ab dem Jahr 2003 verfügbar.

Entwicklung des Gini-Koeffizienten der verfügbaren Einkommen sowie Markteinkommen nach OECD und Eurostat Daten über die Jahre 2007 bis 2015.

### Gini-Koeffizient der Einkommen

Entwicklung des Gini-Koeffizienten der Einkommen im Vergleich mit Österreich, Italien, Deutschland und dem EU27 Durchschnitt.

Einkommensverteilungen können durch unterschiedlichste Indikatoren beschrieben werden. Das mitunter bekannteste statistische Einkommensverteilungsmaß ist der Gini-Koeffizient, auch Gini-Index genannt. Dieser Koeffizient kann Werte zwischen 0 und 1 annehmen, wobei 0 eine perfekte Gleichverteilung (alle Personen beziehen das gleiche Einkommen) beschreibt und 1 eine perfekte Ungleichheit beschreibt (eine Person bezieht das ganze Einkommen).
Bei Betrachtung der ausgewerteten Daten fällt auf, dass sich der Gini-Koeffizient der verschiedenen Einkommensarten über die Zeit kaum verändert. Zwischen dem niedrigsten Punkt der verfügbaren Einkommen (OECD/IDD) von 0,276 und dem höchsten Punkt 2009 von 0,289, besteht nur ein geringer Unterschied. Auffällig hingegen ist, dass der Gini-Index der Markteinkommen (OECD/IDD) im Jahr 2015 0,495 beträgt und somit durch Umverteilung fast halbiert wurde (um 0,206 Punkte). Dies kann als Maß für die Effektivität einer staatlichen Umverteilung (progressives Steuersystem und Transferleistungen) interpretiert werden.
Im Vergleich mit dem durchschnittlichen Gini-Koeffizienten der EU27-Staaten zeigt sich, dass Österreich seit Beginn der Aufzeichnungen im Jahr 2005 stets unterhalb dieses Schnitts liegt. Im Jahr 2017 beträgt der Unterschied zu den EU27-Staaten 0,028 Punkte. Ebenso liegt Österreich unter den Gini-Werten seiner Nachbarländer Deutschland und Italien, welches als einziges Land in dieser Darstellung durchgehend über dem EU27-Durchschnitt liegt. Für das Jahr 2018 sind zwar bereits die Daten für Österreich vorhanden, jedoch fehlen noch die Vergleichswerte der anderen Länder, um weitere Parallelen zu ziehen.
Seit dem Jahr 2008 zeigt sich im Vergleich zu dem Jahr 2006 ein durchwegs höheres Niveau des Gini-Index. Dieser Sprung kann einem Zeitreihenbruch angelastet werden.

### Durchschnitts- und Medianeinkommen

Mittelwert und Median der Einkommen in Österreich 1995–2018; bereinigt mittels harmonisierten Verbraucherpreisindex (2015 = 100)

Weitere für den internationalen Vergleich geeignete und geläufige Indikatoren sind die Verteilungsmaße Mittelwert (auch durchschnittliches Einkommen genannt) sowie der Median der Einkommen (auch mittleres Einkommen genannt). In Österreich betrug das nominelle Durchschnittseinkommen im Jahr 2017 27.629 Euro, das Medianeinkommen belief sich auf 24.752 Euro. Betrachtet man das nominelle Durchschnittseinkommen über den Zeitraum 1995 bis 2017 kann man einen positiven Trend wahrnehmen. Lag das durchschnittliche Einkommen 1995 noch bei circa 16.000 Euro, so ist es im Jahr 2017 auf circa 27.500 Euro angestiegen. Eine ähnliche Entwicklung lässt sich beim nominellen Medianeinkommen beobachten, 1995 lag es bei circa 14.000 Euro und kletterte im Jahr 2017 auf eine Höhe von circa 24.500 Euro.
Betrachtet man nun die realen Durchschnitts- und Medianeinkommen – das heißt um den harmonisierten Verbraucherpreisindex (HVPI) bereinigt – so kann man über den Zeitraum 1996–2017 ebenfalls steigende reale Einkommen feststellen, die jedoch im Vergleich inflationsbedingt deutlich geringer ausfallen. 1996 lag das reale Durchschnittseinkommen in Österreich bei circa 23.000 Euro, bis zum Jahr 2017 ist es auf circa 27.000 Euro angestiegen. Ein ähnliches Bild liefert auch die Entwicklung des realen Medianeinkommens, welches im Jahr 1996 bei circa 21.000 Euro lag und im Jahr 2017 auf circa 24.000 Euro angewachsen ist.
Was beide Betrachtungsweisen (real und nominal) eint ist, dass der Median jeweils kleiner als bzw. unter dem Mittelwert der Verteilung liegt. Man kann daher von einer rechtsschiefen Verteilung der Einkommen in Österreich sprechen.

### Einkommensquintilsverhältnis (S80/S20)

Entwicklung des Einkommensquintilverhältnisses aufgesplittet nach Geschlecht.

Das Einkommenquintilsverhältnis S80/S20 beschreibt das Verhältnis des Gesamteinkommens der obersten 20 % (oberstes Quintil bzw. 80. Perzentil) zu jenem der untersten 20 % (unterstes Quintil bzw. 20. Perzentil) der Einkommensverteilung. Wie auch bei den anderen Indikatoren wird hier das verfügbare Äquivalenzeinkommen als Ausgangsbasis herangezogen.
Bei Betrachtung der Daten der EU-SILC Erhebung lässt sich feststellen, dass die Werte der Frauen und Männer über weite Teile nahezu parallel verlaufen. Im Jahr 1995 beträgt der Wert der Männer 4,1 Punkte und jener der Frauen 4,0 Punkte. Dies bedeutet, dass Männer des obersten Quintils ein 4,1 Mal höheres Einkommen beziehen als jene Männer des untersten Quintils. Für die Gruppe der Frauen bedeutet dies ein viermal so hohes Einkommen des obersten im Vergleich zum untersten Quintil. Von diesem Punkt an sinkt das Einkommensquintilverhältnis, mit einer kurzen Unterbrechung, bis ins Jahr 2000 auf einen Wert von 3,4 Punkten für beide Geschlechter. Von dort an steigen die Werte über die Jahre hinweg, mit Ausnahme der Jahre 2004, 2005, 2006 sowie 2009, bis diese im Jahr 2010 mit 4,4 Punkten für die Gruppe der Männer und mit 4,3 Punkten für die Gruppe der Frauen den höchsten Wert der derzeitigen Datenlage erreichen. Im Jahr 2017 liegt der Wert wieder auf dem gleichen Wert wie im Jahr 2010. 2018 ist ein leichtes Absinken zu beobachten: Das Einkommensquintilverhältnis der Männer beträgt 4,1 Punkte, jenes der Frauen 4,0 Punkte, somit spiegeln diese Werte jene Verhältnisse des Jahres 1995 wider.
Eine Interpretation, wonach ein Geschlecht durchgehend ein höheres Einkommensquintilverhältnis aufweist, lässt sich aufgrund der Datenlage nicht machen. Je nach Zeitpunkt sind es entweder die Männer oder die Frauen, die höheren Werte ausweisen. Die Unterschiede sind jedoch weitgehend minimal.

### Geschlechtsspezifisches Verdienstgefälle

Entwicklung des geschlechtsspezifischen Verdienstgefälles über die Jahre 2008 bis 2017 im Vergleich mit dem EU27-Durchschnitt.

Entwicklung des Top 10 % Anteils am Gesamteinkommen in Österreich und dem EU-27 Durchschnitt (2005–2017)

Das geschlechtsspezifische Verdienstgefälle, zumeist Gender-Pay-Gap genannt, veranschaulicht die Einkommensunterschiede zwischen Männern und Frauen. Der Gender-Pay-Gap wurde ebenfalls mit der EU-SILC Datenerhebung nach NACE2 Sektoren für alle Mitgliedsstaaten der Europäischen Union ermittelt.
Aus der Erhebung ist ersichtlich, dass der Gender-Pay-Gap, beginnend mit einem Wert von 25,1 %, in den Sektoren Industrie, Baugewerbe und Dienstleistungen bis ins Jahr 2017 durchgehend sinkt. 2017 beträgt der Gender-Pay-Gap in diesen Sektoren 19,9 %, eine Differenz von 5,2 Prozentpunkten. Das bedeutet, dass Frauen gegenüber ihren männlichen Kollegen zu diesem Zeitpunkt durchschnittlich 19,9 % weniger verdienen.
Die Erhebung zeigt außerdem, dass das geschlechtsspezifische Verdienstgefälle in Österreich weit über dem EU27-Durchschnitt liegt. Im Jahr 2008 beträgt dieser 17,3 %, was einen Unterschied von 7,8 Prozentpunkten entspricht. Diese Kluft konnte zwar über die Zeit hinweg reduziert werden, im Jahr 2017 beträgt diese jedoch noch immer 3,8 Prozentpunkte. Im Vergleich mit anderen europäischen Ländern weist Österreich überdurchschnittlich hohe Werte auf. (Siehe zum Beispiel: Einkommensverteilung in Ungarn).

### Quote der von Armut und sozialer Ausgrenzung bedrohten Personen
Die Armutsgefährdungsquote für Österreich liegt im Jahr 2017 bei 14,4 %. Als armutsgefährdet gelten hierbei jene Personen, deren Einkommen weniger als 60 % des medianen Äquivalenzeinkommens (also nach Sozialtransfers) ausmacht. Die Armutsgefährdungsquote unterliegt in der Zeitperiode 2003 bis 2017 kleinen Schwankungen, mit Ausnahme eines rapiden Anstiegs im Krisenjahr 2008. Dieser Anstieg kann jedoch ebenso einem Zeitreihenbruch der Eurostat-Daten angelastet werden.

### Einkommensanteil der oberen 10%
Der Einkommensanteil der oberen 10 % beschreibt den Anteil des obersten Dezils (also der Top10%-Verdiener) am Gesamteinkommen. In Österreich liegt dieser Wert im Jahr 2017 bei 22,4 %. Das heißt, die Top10% der Einkommensbezieher erhalten circa 22 % des Gesamteinkommens. Betrachtet man die Entwicklung des Einkommensanteils des obersten Dezils im Zeitverlauf zwischen 2005 und 2017, so verläuft diese relativ stabil ohne größere Schwankungen (Schwankungsbereich: etwa 1 %). Damit liegt der Anteil der Top10% noch unter dem Durchschnitt der EU27, welcher im selben Zeitraum bei etwa 24 % liegt. Allerdings sollten hierbei zusätzlich weitere Einkommensquellen (wie z. B.: aus Vermögen) mitberücksichtigt werden, die in Surveys traditionell untererfasst werden.
| Jahr | Mittelwert | Median | Gini-Koeffizient | S80/S20 | Armutsgefährdungsquote (in %) | Einkommensanteil der oberen 10 % (in %) |
| ---- | ---------- | ------ | ---------------- | ------- | ----------------------------- | --------------------------------------- |
| 2003 | 17.566     | 15.630 | 0,27             | 4,1     | 13,2                          | 22,4                                    |
| 2004 | 18.602     | 16.864 | 0,26             | 3,8     | 13,0                          | 21,3                                    |
| 2005 | 19.797     | 17.758 | 0,26             | 3,8     | 12,6                          | 21,9                                    |
| 2006 | 19.684     | 17.854 | 0,25             | 3,7     | 12,6                          | 21,0                                    |
| 2007 | 20.342     | 18.156 | 0,26             | 3,8     | 12,0                          | 21,9                                    |
| 2008 | 21.681     | 19.413 | 0,28             | 4,2     | 15,2                          | 22,3                                    |
| 2009 | 22.756     | 20.469 | 0,28             | 4,2     | 14,5                          | 22,6                                    |
| 2010 | 23.576     | 21.058 | 0,28             | 4,3     | 14,7                          | 22,9                                    |
| 2011 | 23.922     | 21.463 | 0,27             | 4,1     | 14,5                          | 22,1                                    |
| 2012 | 24.423     | 21.807 | 0,28             | 4,2     | 14,4                          | 22,1                                    |
| 2013 | 24.366     | 22.073 | 0,27             | 4,1     | 14,4                          | 21,7                                    |
| 2014 | 26.080     | 23.211 | 0,28             | 4,1     | 14,1                          | 22,6                                    |
| 2015 | 25.958     | 23.260 | 0,27             | 4,0     | 13,9                          | 22,3                                    |
| 2016 | 26.054     | 23.694 | 0,27             | 4,1     | 14,1                          | 22,0                                    |
| 2017 | 27.629     | 24.752 | 0,28             | 4,3     | 14,4                          | 22,4                                    |

## Entwicklung der Lohnquote
Beschäftigte konnten nicht anteilig von der in Österreich wachsenden Wirtschaftsleistung und steigender Produktivität profitieren. Stattdessen sank ihr Anteil am Volkseinkommen: Die sogenannte Lohnquote, der Anteil der Löhne und Gehälter an der gesamten Wertschöpfung, sank von 75 % im Jahr 1994 auf 68 % im Jahr 2019. Davon war vor allem das unterste Viertel der Einkommensverteilung betroffen. Dieses hatte 2017 netto 16 % weniger Einkommen als das unterste Viertel 20 Jahre zuvor.

## Regionale Ungleichheit

Diese Grafik zeigt den geschätzten Anteil der von Armut oder sozialer Ausgrenzung bedrohten Bevölkerung Österreichs im Jahre 2016 (in Prozent)

Die Einkommen in Österreich sind regional ungleich verteilt. Allgemein ist zu beobachten, dass das verfügbare reale Haushaltseinkommen im Norden Österreichs höher ist, als im Süden Österreichs. Wien ist hierbei als Ausnahme zu sehen. In Niederösterreich und in Vorarlberg waren die verfügbaren Haushaltseinkommen im Jahr 2016 am höchsten und lagen bei circa 22.900 bzw. 22.600 Kaufkraftstandards (KKS). In Wien und in Kärnten waren diese Einkommen am geringsten und beliefen sich auf 20.900 KKS bzw. 21.000 KKS.

Verfügbares Haushaltseinkommen nach Bundesländern pro Person und Jahr in Kaufkraftstandards(KKS). (2016).

Die von Armut oder sozialer Ausgrenzung bedrohte Bevölkerung Österreichs ist ebenso räumlich ungleich verteilt. Allgemein lässt sich hier feststellen, dass der Osten Österreichs weniger armutsgefährdet ist, als der Westen. Auch hier stellt Wien wiederum eine Ausnahme dar, da hier österreichweit die höchste Armutsgefährdung der Bevölkerung (26,7 %) angenommen wird. Die geringste Armutsgefährdung findet sich in Niederösterreich (12,6 %).
Wenn man die wichtigsten Metropolregionen Österreichs (Wien, Linz und Graz) vergleicht, erkennt man, dass diese Metropolregionen den gleichen Gini-Koeffizienten von 0,3 für das Jahr 2015 ausweisen, dies weist auf eine ungefähr gleiche Verteilung bzw. Ungleichverteilung der jeweiligen Einkommen in diesen Regionen hin. Der nationale Gini-Koeffizient von 0,27 für das Jahr 2015 ist mit diesen Gini-Koeffizienten im Einklang.
Betrachtet man den Anteil der Bevölkerung, der weniger als 60 % des Medianeinkommens zur Verfügung hat, so ist dieser in den drei Metropolregionen ebenfalls gleich und liegt bei circa 10 % der Bevölkerung. Diese Werte entsprechen ungefähr der nationalen Armutsgefährdungsquote von 13,9 %.
Die Metropolregionen unterscheiden sich jedoch in der Höhe des verfügbaren realen Haushaltseinkommen pro Einwohner in USD (Kaufkraftparität). In Wien hat der durchschnittliche Haushalt dabei das geringste Einkommen von 28.725 $ je Einwohner zur Verfügung, in Graz verfügt der durchschnittliche Haushalt bereits über 30.441 $ je Einwohner und in Linz sogar über 32.032 $ je Einwohner. Verglichen mit dem real verfügbaren Haushaltseinkommen für ganz Österreich (35.653,3 $) liegen allerdings alle Metropolregionen (Wien, Graz und Linz) unter dem nationalen Durchschnitt.
Für andere Metropolregionen, wie Salzburg oder Innsbruck, liegen für diesen Zeitraum keine Daten vor, die einen weiteren räumlichen Vergleich ermöglichen würden.
| Stadt | Anteil der Gesamtbevölkerung (2015) | Verfügbares reales Haushaltseinkommen pro Einwohner in USD (2016) | Gini Index (2015) | Relative Armutsgrenze (60 %) (2015) |
| ----- | ----------------------------------- | ----------------------------------------------------------------- | ----------------- | ----------------------------------- |
| Wien  | 32,5 %                              | 28.725                                                            | 0,3               | 0,1                                 |
| Linz  | 7,3 %                               | 32.032                                                            | 0,3               | 0,1                                 |
| Graz  | 4,9 %                               | 30.441                                                            | 0,3               | 0,1                                 |

## Hintergründe
Die Ungleichheitsindikatoren sind im Zeitverlauf für Österreich betrachtet relativ stabil. Der Gini-Koeffizient hat sich in den letzten 15 Jahren nur unwesentlich verändert. Diese kleinen Veränderungen können unter anderem durch ein geändertes Erwerbsverhalten (Trend zur Teilzeitarbeit) sowie durch einen Anstieg der Arbeitslosigkeit – also durch veränderte Strukturen – erklärt werden. Erwerbsverhalten als auch Arbeitslosigkeit sind auch für die teilweise beträchtlichen geschlechtlichen Unterschiede bei der Einkommensverteilung verantwortlich.
Weiters wurde in Österreich in den Jahren 2015 und 2016 eine Reform der Einkommenssteuer durchgeführt. Einer Analyse des Budgetdienstes des österreichischen Parlaments aus dem Jahr 2015 zufolge betrug die Entlastung des verfügbaren äquivalisierten Haushaltseinkommens 829 Euro (rund 3,3 %). Ein Großteil des gesamten Entlastungsvolumens (rund 52,6 %) entfiel dabei jedoch auf die obersten drei Dezile der Einkommensverteilung. Des Weiteren profitierten Männer aufgrund des unterschiedlichen Erwerbsverhaltens tendenziell stärker von der Entlastung als Frauen.
Laut einer Studie des WIFO aus dem Jahr 2016 weist Österreich durch seine hohe Abgabenquote von 40,8 % und einer Staatsausgabenquote von 53 % ein hohes Umverteilungspotenzial des Staates auf. Allerdings wird in dieser Studie auch darauf hingewiesen, dass durch das Abgabensystem nur in geringem Maße umverteilt wird, wohingegen die wohlfahrts- und sozialstaatlichen Leistungen jedoch eindeutig umverteilend wirken. Von letzterem profitieren gerade die unteren Einkommensschichten in Österreich. Die Autoren des WIFO gehen zudem auch auf die unterschiedlichen Entwicklungen von Primär- bzw. verfügbaren Einkommen ein: Die Gründe für die zu mehr Ungleichheit tendierenden Primäreinkommen sind die anhaltend hohe Arbeitslosigkeit, der strukturelle Wandel von Hochlohnbranchen hin zu Dienstleistungssektoren mit vergleichsweise niedrigerer Entlohnung und die Zunahme von atypischen Beschäftigungsverhältnissen.
Letztere Ausführungen legen auch nahe, dass für eine Analyse der Einkommensverteilung auch die Betrachtung der Lohnquote wesentlich ist. Dabei zeigt der Bericht des österreichischen Sozialministeriums aus dem Jahr 2016, dass die um Spitzengehälter bereinigte Lohnquote sowohl in Österreich als auch in den EU15 seit Ende 1970er Jahre kontinuierlich zurückgegangen ist. Vor allem technologische Veränderungen hin zu kapitalintensive Produktionsmethoden als auch negative Auswirkungen wirtschaftlicher Globalisierungsprozesse auf die Position der Arbeitnehmern werden als Ursachen angesehen. Diese Entwicklung ist zudem nicht nur mit den Erkenntnissen des WIFO, sondern auch mit den hohen Erträgen in der Finanzbranche komplementär. Das bedeutet im weiteren Sinne, dass es für die Verteilung der österreichischen Einkommen wesentlich ist, ob Haushalte Lohneinkommen, Einkommen aus Selbstständigkeit oder Kapitaleinkommen beziehen. Während die Lohneinkommen noch relativ egalitär verteilt sind, zeigt sich bei den Gewinn- (bzw. Betriebs-) und Kapitaleinkommen ein konträres Bild. Diese sind vor allem am oberen Rand der Verteilung – bei den Top-1 % – konzentriert. Eine intergenerationale Betrachtung zeigt zudem, dass die „Vermögenstransfers über Erbschaften in den nächsten zwei Jahrzehnten von jährlich 12 Mrd. Euro (2015) auf über 20 Mrd. Euro (2035) ansteigen [werden] (Humer 2014).“ Dieser Sachverhalt stellt auch das österreichische Steuersystem in seiner Gestaltung – Entlastung des Faktors Arbeit / Belastung des Faktors Kapital – vor neue Herausforderungen.
In diesem Zusammenhang ist auch relevant, dass Haushaltserhebungen, wie jene der EU-SILC und der HFCS (Household Finance and Consumption Survey), eine umfassendere Analyse als einzelne Steuerstatistiken ermöglichen, da hierbei alle Einkommensquellen berücksichtigt werden. Dies betrifft vor allem die Erweiterung der Analyse der Einkommensverteilung um jene Komponente der Vermögenseinkommen. Dabei zeigt sich, dass Vermögenseinkünfte als Zuverdienst zur Erwerbstätigkeit für den Großteil der österreichischen Bevölkerung nur einen sehr kleinen Einfluss haben bzw. Beitrag leisten. Ein Lebensunterhalt durch Vermögenseinkünfte ist in Österreich daher nur für die obersten Perzentile möglich (!) Das heißt, diese profitieren signifikant mehr von ihrem Kapitaleinkommen als der Rest der Bevölkerung. Trotz dieser Erkenntnis bleibt das allgemeine Problem von Haushaltserhebungen nach wie vor die empirische Untererfassung an den Rändern der Verteilung.